# Koraşı, Tuzlukçu
Koraşı là một xã thuộc huyện Tuzlukçu, tỉnh Konya, Thổ Nhĩ Kỳ. Dân số thời điểm năm 2011 là 1.029 người.